# アリュゼウス
アリュゼウス（古希: Ἀλυζεύς, Alyzeus）は、ギリシア神話の人物である。散逸した叙事詩『アルクメオーニス』によると、スパルタのイーカリオスとリュガイオスの娘ポリュカステーの息子で、レウカディオス、ペーネロペーと兄弟。地理学者ストラボーンによると、ヒッポコオーンによってスパルタから追放されたイーカリオスはその後も故郷に帰国することはなく、アカルナーニアーの地でポリュカステーと結婚し、息子たちとともにアカルナーニアー地方の王となった。同地方の都市アリュゼイアの名前はアリュゼウスにちなむという。
アリュゼウスの具体的な神話的事績については、現存する資料では詳細がほとんど伝わっていないが、彼の名が冠された都市アリュゼイア（古代アカルナーニアー地方に位置）にその影響力の一端を見て取ることができる。このことは、アリュゼウスがアカルナーニアー地方における重要な建国神話または祖先神的人物として位置づけられていた可能性を示唆する。
アカルナーニアー地方は、古代ギリシアにおいて周縁的な地域と見なされることが多かったが、こうした神話的伝承は、同地の政治的・文化的アイデンティティを支える役割を果たしたと考えられる。アリュゼウスとその兄弟たちは、単なる亡命者ではなく、新天地で新たな統治を打ち立てた開拓者・王族として記憶されたのである。
このように、アリュゼウスはギリシア神話においては小規模な登場人物でありながら、地方都市の由来や王統の正当性といった観点からは、極めて重要な象徴的存在であったと解釈できる。その伝承は、アルクメオーン一族の物語と並んで、アカルナーニアーの地方的英雄叙事詩において重要な位置を占めていたと考えられる。
アリュゼウスの家系は、後のギリシア神話において極めて重要な系譜へと連なっていく。彼の姉妹であるペーネロペーは、イタケーの王オデュッセウスの妻としてよく知られ、『オデュッセイア』における主要人物の一人である。このことから、アリュゼウスは英雄オデュッセウスの義兄弟にあたることになる。また、アリュゼウスとオデュッセウスの間に直接的な交流を伝える神話は確認されていないが、同じ血統から発した人物として、物語の背後でつながりを持っていた可能性が指摘されている。
また、叙事詩『アルクメオーニス』に言及されるという点においても、アリュゼウスは重要な文脈に置かれている。『アルクメオーニス』は、エピゴノイのひとりであり、母を殺した罪によって狂気に陥った悲劇的な英雄アルクメオーンを主題とする作品であるが、その中にアカルナーニアー地方の要素が登場することから、アリュゼウスの子孫やその王統が、アルクメオーンの物語と交差していた可能性がある。実際、アルクメオーンはアカルナーニアーに逃れた後、その地で死を迎えたともされており、アリュゼウスの血統との関連が神話的に設定されていた可能性も考えられる。
このように、アリュゼウスの存在は単なる地方神話の登場人物にとどまらず、ギリシア神話全体の中で複数の重要な系譜や物語とゆるやかに結びついており、散逸した叙事詩や地方伝承を通じてその影響を今に伝えている。